# Rada Opiekuńcza Kresów
Rada Opiekuńcza Kresów – organizacja kresowa utworzona na początku 1925 roku dla popierania rozwoju gospodarczego, szerzenia oświaty i kultury polskiej na Kresów Wschodnich.
Do jej władz wchodzili m.in.: Hipolit Giecewicz, Aleksander Meysztowicz i Stanisław Wańkowicz.